# Juncus ganeshii
Juncus ganeshii là một loài thực vật có hoa trong họ Juncaceae. Loài này được Miyam. & H.Ohba mô tả khoa học đầu tiên năm 1995.